# Sigrid Agren

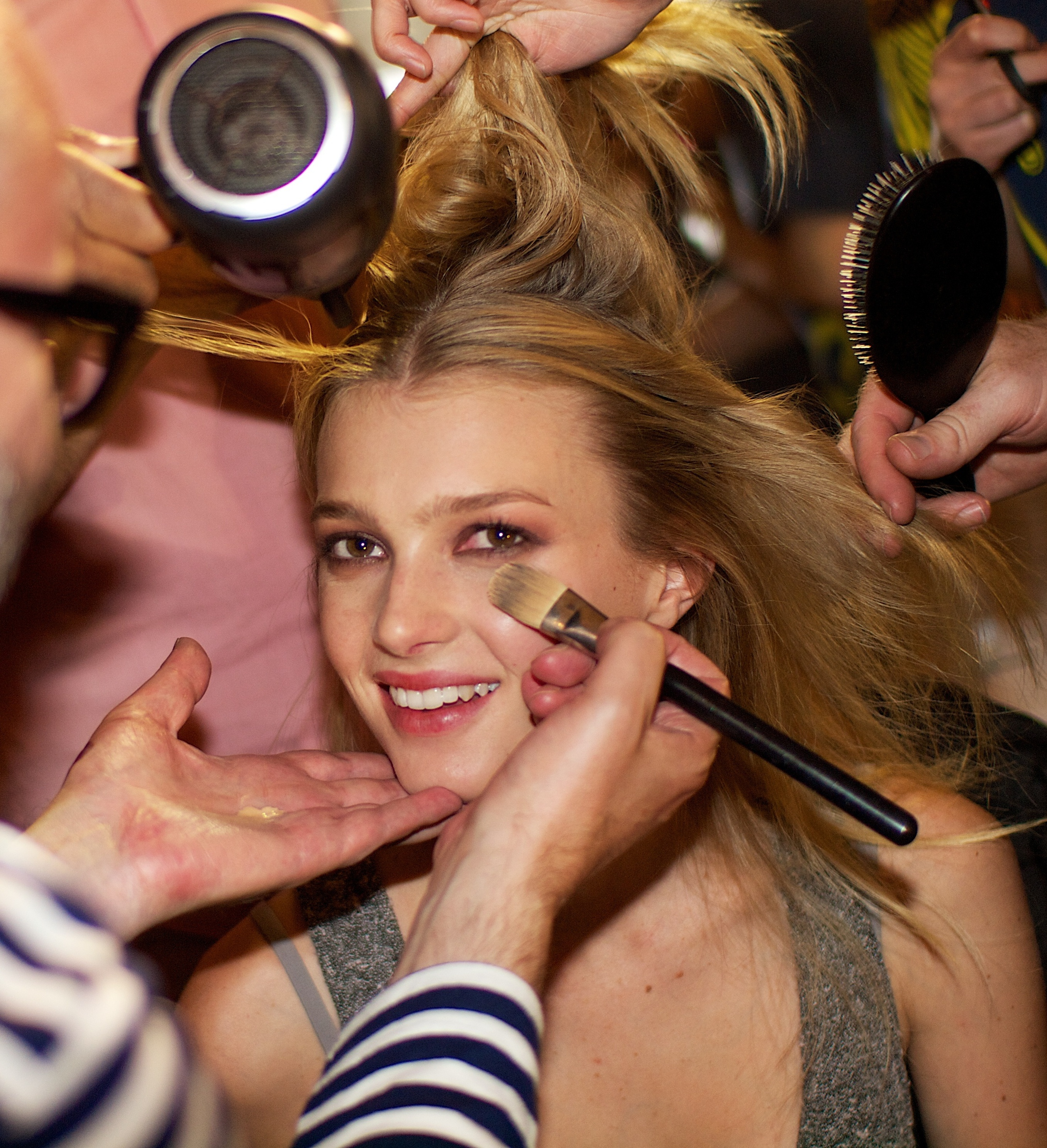
Sigrid Agren

Sigrid Agren (* 24. April 1991 auf Martinique) ist ein französisches Model.
Sigrid Agren ist 1,76 m groß, blond, und braunäugig. Ihr Vater ist Schwede, und ihre Mutter stammt aus der Normandie.
Im Jahr 2005 nahm sie am Elite Model Look teil. Sie gewann das Halbfinale in Paris und belegte im Finale in Shanghai den zweiten Platz. Anschließend schloss sie einen Vertrag mit der amerikanischen Modelagentur Elite Model Management ab. Im Jahr 2007 unterbrach sie das Modeln, um ihren Schulabschluss zu absolvieren. Ein Jahr später kehrte sie in die Modewelt zurück und bekam Verträge bei den Agenturen New York Model Management und erneut bei Elite Models.
Ihr Laufstegdebüt gab sie im Jahr 2009 bei der Prada Resort Show, im gleichen Jahr war sie auch auf der New York Fashion Week zu sehen. Sie lief für Marken wie Calvin Klein, Ralph Lauren, Donna Karan, Rodarte, Shiatzy Chen, Yves Saint Laurent, Karl Lagerfeld, Alexander McQueen, Prada, Costume National und Louis Vuitton. Agren war auf dem Cover der Jubiläumsausgabe von i-D, sowie in diversen weiteren Modezeitschriften wie z. B. Vogue,  Harper’s Bazaar und Numéro zu sehen. Nach einer erneuten Unterbrechung ihrer Modelkarriere im Jahr 2010, während der sie ihr Abitur nachholte, war sie bei den
Frühjahr-/Sommerschauen des folgenden Jahres das meistgebuchte Model der Fashion-Welt.
2013 und 2014 modelte sie für die Unterwäschemarke Victoria’s Secret und lief auf der Victoria’s Secret Fashion Show.